# The Retaliators Theme Song (21 Bullets)
The Retaliators Theme Song (21 Bullets) è un singolo dei gruppo musicali statunitensi Mötley Crüe, Ice Nine Kills e From Ashes to New e del gruppo musicale britannico Asking Alexandria, pubblicato il 5 agosto 2022 come secondo estratto dalla colonna sonora The Retaliators (Original Motion Picture Soundtrack).

## Descrizione
Il brano è stato scritto dal bassista dei Mötley Crüe Nikki Sixx in collaborazione con James Michael, cantante dei Sixx:A.M., e rappresenta il tema principale del film The Retailators. Riguardo alla sua realizzazione, lo stesso Sixx ha spiegato:

## Video musicale
In concomitanza con l'uscita del singolo, la Batter Noise Music ha reso disponibile un video animato diretto da Riley Andrew Donahue e che mostra varie scene del film.

## Tracce
Testi e musiche di Nikki Sixx e James Michael.
Download digitale
1. The Retaliators Theme Song (21 Bullets) – 4:02

Download digitale – versione acustica
1. The Retaliators Theme Song (21 Bullets) (Acoustic Version) – 4:08
2. The Retaliators Theme Song (21 Bullets) – 4:02

## Classifiche
| Classifica (2022)             | Posizione massima |
| ----------------------------- | ----------------- |
| Stati Uniti (mainstream rock) | 15                |